# Icterus (geslacht)
Icterus is een geslacht van zangvogels uit de familie troepialen (Icteridae). Ze worden in het het Engels 'New World oriole', wielewalen van de Nieuwe Wereld, genoemd. Ze zijn echter niet verwant aan de wielewalen uit Eurazië, hoewel ze er qua uiterlijk, formaat, voedselkeuze en gedrag sterk op lijken. De mannetjes van de soorten uit dit geslacht zijn zwart  afgewisseld met helder geel of oranje en met witte markeringen op de vleugels.

## Soorten
Het geslacht kent de volgende soorten:
- Icterus abeillei – Zwartstuittroepiaal
- Icterus auratus – Yucatántroepiaal
- Icterus auricapillus – Oranjekaptroepiaal
- Icterus bonana –  Martiniquetroepiaal
- Icterus bullockii –  Bullocks troepiaal
- Icterus cayanensis – Roodboegtroepiaal
- Icterus chrysater – Geelrugtroepiaal
- Icterus croconotus – Amazonetroepiaal
- Icterus cucullatus – Maskertroepiaal
- Icterus dominicensis – Hispaniolatroepiaal
- Icterus galbula – Baltimoretroepiaal
- Icterus graceannae – Spiegeltroepiaal
- Icterus graduacauda – Zwartkoptroepiaal
- Icterus gularis – Altamiratroepiaal
- Icterus icterus – Oranje troepiaal
- Icterus jamacaii – Oranjevleugeltroepiaal
- Icterus laudabilis – Sint-Luciatroepiaal
- Icterus leucopteryx – Witvleugeltroepiaal
- Icterus maculialatus – Witbandtroepiaal
- Icterus melanopsis – Zwart-gele cubatroepiaal
- Icterus mesomelas – Geelstaarttroepiaal
- Icterus nigrogularis – Gele troepiaal
- Icterus northropi – Bahamatroepiaal
- Icterus oberi – Montserrattroepiaal
- Icterus parisorum – Scotts troepiaal
- Icterus pectoralis – Vlekborsttroepiaal
- Icterus portoricensis – Puertoricaanse troepiaal
- Icterus prosthemelas – Zwartborsttroepiaal
- Icterus pustulatus – Vlekrugtroepiaal
- Icterus pyrrhopterus – Vuurvleugeltroepiaal
- Icterus spurius – Tuintroepiaal
- Icterus wagleri – Waglers troepiaal